# Podocarpus gibbsii
Podocarpus gibbsii é uma espécie de conífera da família Podocarpaceae.
Apenas pode ser encontrada na Malásia.
Está ameaçada por perda de habitat.